# Bolintin-Vale
Bolintin-Vale (pronunciació en romanès: [bolinˌtin ˈvale]) és una ciutat del comtat de Giurgiu, Muntènia, Romania amb una població de 12.929 habitants al 2011. La ciutat administra tres pobles: Crivina, Malu Spart i Suseni.
És la segona ciutat més gran del comtat; la proximitat a la capital de Bucarest ha ajudat l'economia local. Es va convertir oficialment en una ciutat el 1989, com a resultat del programa de sistematització rural romanès.

## Demografia
Bolintin-Vale està poblada principalment per romanesos ètnics, que representen el 79,2% de la població, tot i que té una minoria gitana important (19,8%). De fet, Bolintin-Vale és la ciutat romanesa amb el tercer percentatge més gran de gitanos. Molts dels gitanos són refugiats del veí Bolintin-Deal, que es van establir aquí després dels enfrontaments ètnics del 1991.
A partir del 2011, el desglossament de la població de la ciutat i dels tres pobles adjacents era el següent: Bolintin-Vale 7.376, Malu Spart 3.126, Crivina 817 i Suseni 508.

## Referències

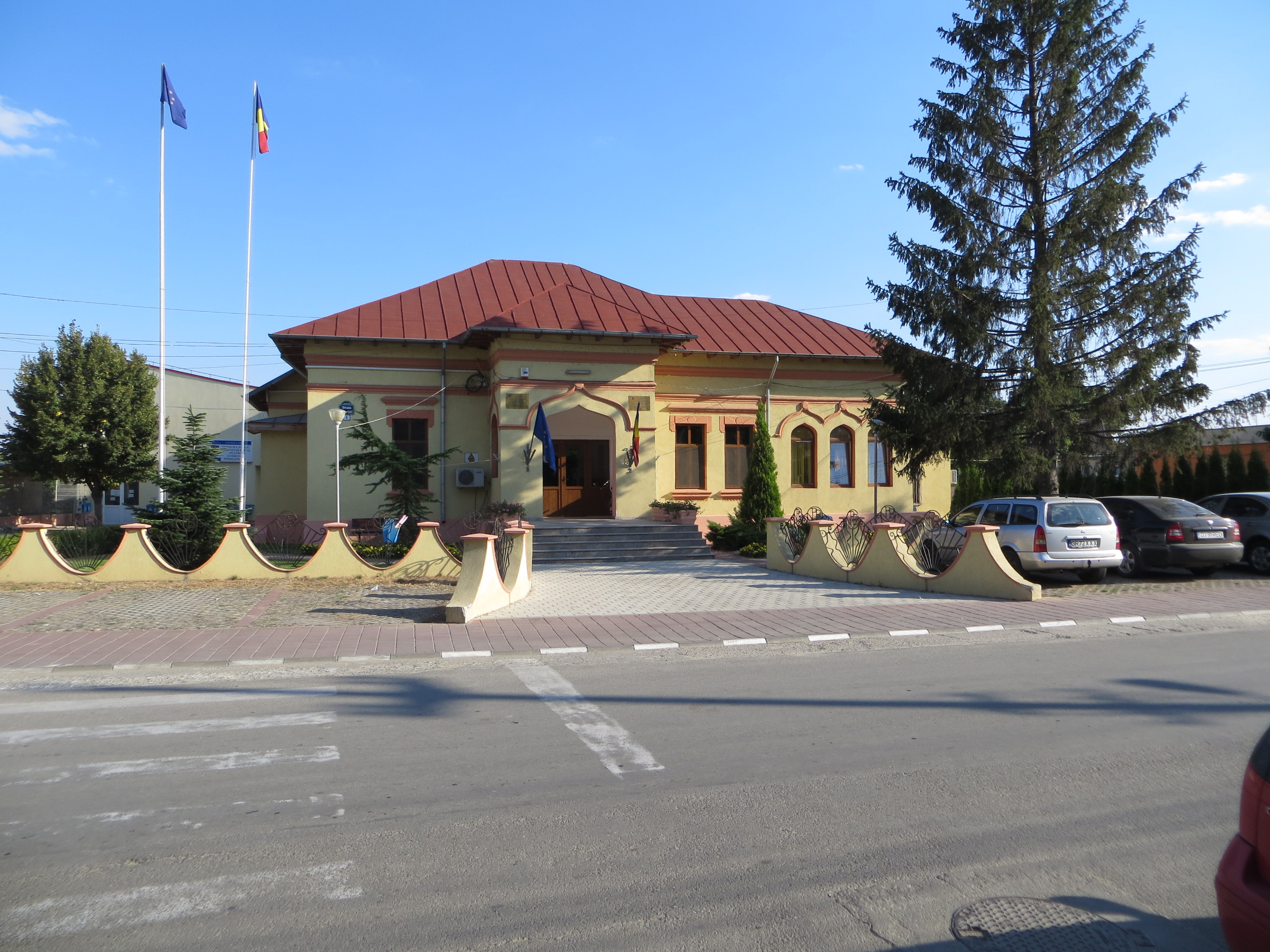
Ajuntament

## Fills il·lustres
- Dimitrie Bolintineanu
- Valeriu Lupu
- Florentin Matei